# Liga C9
 A Liga C9 (chinês tradicional: 九校聯盟, chinês simplificado: 九校联盟) é uma aliança oficial de nove universidades da China continental. Essas universidades são indicadas pelo governo central da China através do Projeto 985 para promover o desenvolvimento e a reputação do ensino superior na China. Juntas, as universidades da Liga C9 respondem por 3% dos pesquisadores do país, mas recebem 10% dos gastos nacionais em pesquisa. Elas produzem 20% das publicações acadêmicas de todo o país e são responsáveis por 30% do total de citações. O Diário do Povo, jornal oficial do Partido Comunista da China, refere-se à Liga C9 como a Ivy League da China.

## Afiliação e benefícios
As escolas da Liga C9 possuem um alocamento especial de recursos e possuem acordos especiais para compartilhar esses recursos entre si. Possuem uma fração maior dos acadêmicos de elite que foram premiados com uma das principais honrarias acadêmicas da China, o Plano de Mil Talentos dos Professores e o Professor Changjiang, sendo que muitas vezes alguns foram premiados com ambos. As escolas da C9 recebem fundos substanciais dos governos nacional e local para construir novos centros de pesquisa, melhorar as instalações, realizar conferências internacionais, atrair professores de renome mundial e acadêmicos visitantes, e ajudar o corpo docente chinês a participar de conferências no exterior.
| Universidade                                  | Província ou Municipalidade     | Fundação | Fundação                   |
| --------------------------------------------- | ------------------------------- | -------- | -------------------------- |
| Universidade Jiao Tong de Xangai              | Xangai                          | 1896     | Dinastia Qing              |
| Universidade Jiaotong de Xian                 | Xianxim                         | 1896     | Dinastia Qing              |
| Universidade de Zhejiang                      | Zhejiang                        | 1897     | Dinastia Qing              |
| Universidade de Pequim                        | Pequim                          | 1898     | Dinastia Qing              |
| Universidade de Nanquim                       | Jiangsu                         | 1902     | Dinastia Qing              |
| Universidade Fudan                            | Xangai                          | 1905     | Dinastia Qing              |
| Universidade Tsinghua                         | Pequim                          | 1911     | Dinastia Qing              |
| Instituto de Tecnologia de Harbin             | Heilongjiang, Shandong e Cantão | 1920     | República da China         |
| Universidade de Ciência e Tecnologia da China | Anhui                           | 1958     | República Popular da China |

## Relacionamento com outras universidades de elite
O governo chinês possui quatro categorias principais de universidades de elite. O primeiro e maior desses grupos é o Projeto 211, estabelecido em 1995 para fortalecer os padrões de pesquisa nas melhores universidades da China, com universidades que excedem um determinado limite recebendo fundos significativamente maiores.Em 2018, 116 instituições de ensino superior faziam parte do Projeto 211.
O segundo, estabelecido em 2015, é o Plano Duplo de Universidades de Primeira Classe, cujo objetivo é criar 42 universidades de nível mundial até 2050. Um terceiro grupo, mais seletivo, é o Projeto 985, estabelecido em 1998. O governo chinês incluiu 39 universidades nesse projeto e limitou a adesão a essas 39 em 2011.
O grupo final e mais seletivo é a Liga C9, estabelecida pelo governo chinês em 4 de maio de 1998 como parte do Projeto 985. O objetivo é promover o ensino superior chinês formalizando um grupo de elite de universidades para formar melhores estudantes e compartilhar recursos. Nove universidades foram selecionadas e passaram a receber financiamento, e em 10 de outubro de 2009, a relação entre essas nove universidades foi formalizada pela Liga C9 da China.